# Trypanosoma vivax
Trypanosoma vivax ist eine Art von einzelligen Parasiten innerhalb der Gattung der Trypanosomen, die als ein Krankheitserreger der Nagana, einer Tierseuche bei Wiederkäuern, in Afrika und in Südamerika auftritt. Der Parasit wird durch Tsetsefliegen oder Bremsen der Gattung Chrysops übertragen; er kann sich sowohl in Säugetieren als auch in Tsetsefliegen vermehren. Aber auch eine mechanische Übertragung durch andere blutsaugende Insekten, in denen keine Vermehrung stattfindet, ist von Bedeutung. In Südamerika wird der Parasit ausschließlich mechanisch ohne Vermehrung im Insekt übertragen.

## Entdeckung und Beschreibung
Trypanosoma vivax wurde 1905 durch den als Medizinalreferent in Kamerun tätigen deutschen Marinearzt Hans Ziemann (1865–1939) beschrieben. Die Art wurde vivax genannt, da die Parasiten sich in frischen Blutstropfen unter dem Mikroskop rasch bewegen.
Der Einzeller hat in allen Zellformen eine einzelne Geißel, die an der Zelloberfläche unter einer undulierenden Membran zum Vorderende der Zelle verläuft und dort zu einer freischwingenden Geißel wird. Ferner haben die Zellen einen großen Kinetoplasten, einer Ansammlung von Desoxyribonukleinsäure innerhalb eines großen Mitochondriums. Der Parasit kommt in Säugetieren in einer bis zu 26 µm langen trypomastigoten Zellform mit einem birnenförmig erweiterten Hinterende vor. In Insekten werden neben trypomastigoten auch epimastigote Zellformen beobachtet; diese unterscheiden sich durch die Position der Geißelbasis relativ zum Zellanfang. 
Innerhalb der Gattung Trypanosoma wird Trypanosoma vivax in die Untergattung Duttonella eingeordnet. Neben der Art ist eine Unterart anerkannt; Trypanosoma vivax viennei kommt in Südamerika vor und ist mikroskopisch nicht von Trypanosoma vivax zu unterscheiden. Die Unterart kann sich nicht in Tsetse-Fliegen vermehren; die molekulare Ursache dafür ist nicht bekannt.

## Verbreitung und Wirtstiere
Trypanosoma vivax kommt in Afrika südlich der Sahara im Verbreitungsgebiet der Tsetsefliege, aber auch in angrenzenden Ländern außerhalb des Tsetse-Gebiets sowie auf Mauritius, einigen Karibik-Inseln sowie in Südamerika vor. Die Art ist der wichtigste Erreger der Nagana in Westafrika; in Ostafrika dominieren andere Parasitenarten, insbesondere Trypanosoma congolense. In Afrika ist die Tsetsefliege der weitaus wichtigste Vektor; außerhalb des Tsetse-Gebiets gelten Bremsen und Wadenstecher als wahrscheinliche Überträger. 
Der Import nach Südamerika erfolgte vermutlich durch infizierte Rinder aus Westafrika; der erste sichere Nachweis in Französisch-Guayana stammt aus dem Jahr 1919, der Zeitpunkt des Importes liegt vermutlich im 19. Jahrhundert. In Südamerika gibt es keine Tsetsefliegen, die als Vektor dienen könnten. Eine Übertragung durch Bremsen und Wadenstecher wurde experimentell nachgewiesen; möglicherweise spielen auch medizinisches Besteck oder eine Übertragung von der Mutter auf das Kalb eine Rolle. Ein Vektor, in dem der Parasit sich vermehren kann, konnte in Südamerika nicht identifiziert werden.
Von Infektionen durch Trypanosoma vivax sind vor allem Rinder, Schafe und Ziegen betroffen; Erkrankungen von Menschen durch Trypanosoma vivax sind nicht bekannt.  Als Reservoirwirte gelten neben den Haustieren auch Wildtiere, darunter Pferde und Antilopen. In Südamerika können das Capybara und der Weißwedelhirsch infiziert werden, die epidemiologische Bedeutung als Reservoir ist aber unklar.

## Lebenszyklus
Trypanosoma vivax hat einen komplexen Lebenszyklus mit einem Wirtswechsel zwischen Säugetieren und Insekten. In Säugetieren vermehrt sich der trypomastigote  Parasit vorwiegend im Blut, er wird aber auch regelmäßig in Lymphknoten, manchmal auch im Herzgewebe und im zentralen Nervensystem gefunden. Tsetsefliegen nehmen während einer Blutmahlzeit an einem infizierten Säugetier prozyklische trypomastigote Parasiten auf; diese heften sich an die Innenwand des Saugrüssels des Insekts. Dort wandeln sich die trypomastigoten Zellen in epimastigote Formen um, die sich vermehren können. Anschließend bilden sich aus den epimastigoten Zellen erneut metazyklische trypomastigote Zellen, die wiederum ein Säugetier infizieren können. Die Vermehrung im Saugrüssel ist eine Besonderheit der Untergattung Duttonella. Die relativ einfache Vermehrung im Insekt gilt als Ursache für eine hohe Infektionsrate bei Tsetsefliegen.
Wie Trypanosoma brucei zeigt Trypanosoma vivax eine Antigenvariabilität durch häufigen Austausch von Variable Surface Glycoproteinen auf der Zelloberfläche. 